# Leichtathletik-Europameisterschaften 1966/Dreisprung der Männer

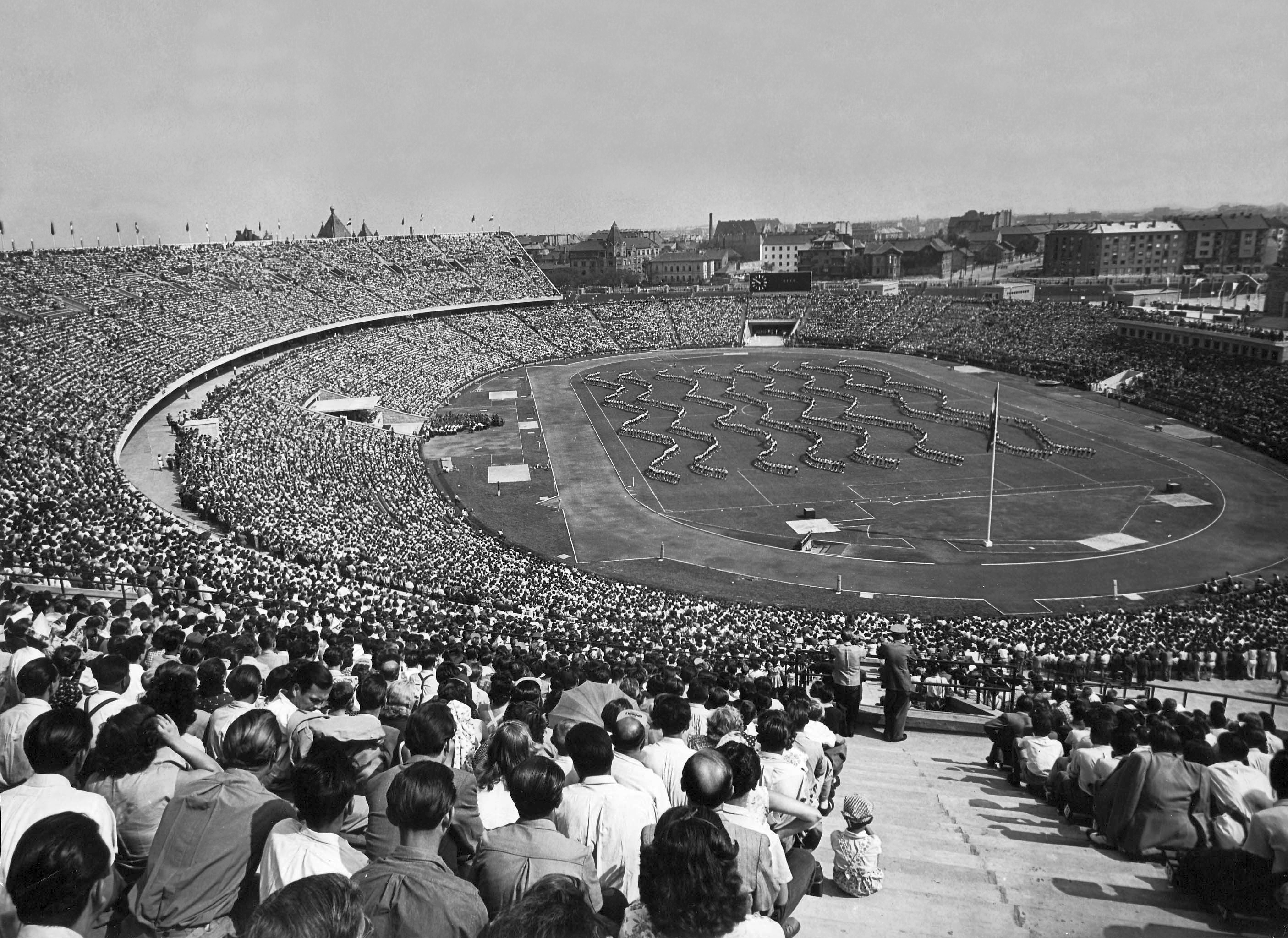
Das Népstadion bei einer Veranstaltung im Jahr 1953

Der Dreisprung der Männer bei den Leichtathletik-Europameisterschaften 1966 wurde am 3. und 4. September 1966 im Budapester Népstadion ausgetragen.
Europameister wurde der Bulgare Georgi Stojkowski. Auf den zweiten Platz kam der DDR-Springer Hans-Jürgen Rückborn. Der Ungar Henrik Kalocsai gewann die Bronzemedaille.

## Rekorde

### Bestehende Rekorde
| Weltrekord           | 17,03 m | Józef Szmidt | Olsztyn, Polen          | 5. August 1960     |
| Europarekord         | 17,03 m | Józef Szmidt | Olsztyn, Polen          | 5. August 1960     |
| Meisterschaftsrekord | 16,55 m | Józef Szmidt | EM Belgrad, Jugoslawien | 13. September 1962 |

### Rekordverbesserung
Der bestehende EM-Rekord wurde verbessert. Außerdem gab es fünf neue Landesrekorde.
- Meisterschaftsrekord:
  - 16,67 m – Georgi Stojkowski (Bulgarien), Finale am 4. September
- Landesrekorde:
  - 16,46 m – Michael Sauer (BR Deutschland), Qualifikation am 3. September
  - 16,42 m – Șerban Ciochină (Rumänien), Qualifikation am 3. September
  - 16,67 m – Georgi Stojkowski (Bulgarien), Finale am 4. September
  - 16,66 m – Hans-Jürgen Rückborn (DDR), Finale am 4. September
  - 16,66 m – Henrik Kalocsai (Ungarn), Finale am 4. September

## Qualifikation
3. September 1966
Die 24 Teilnehmer traten zu einer gemeinsamen Qualifikationsrunde an. Sechzehn Athleten (hellblau unterlegt) erreichten die Qualifikationsweite für den direkten Finaleinzug von 15,80 m. Damit war die Mindestanzahl von zwölf Finalteilnehmern übertroffen.
| Platz | Name                  | Nation           | Weite (m) |
| ----- | --------------------- | ---------------- | --------- |
| 1     | Michael Sauer         | BR Deutschland   | 16,46 NR  |
| 2     | Șerban Ciochină       | Rumänien         | 16,42 NR  |
| 3     | Giuseppe Gentile      | Italien          | 16,41     |
| 4     | Henrik Kalocsai       | Ungarn           | 16,28     |
| 5     | Hans-Jürgen Rückborn  | DDR              | 16,11     |
| 6     | Wladimir Kurkjewitsch | Sowjetunion      | 16,11     |
| 7     | Anatoli Aljabjew      | Sowjetunion      | 16,09     |
| 8     | Petr Nemšovský        | Tschechoslowakei | 16,07     |
| 9     | Józef Szmidt          | Polen            | 16,05     |
| 10    | Jan Jaskólski         | Polen            | 16,00     |
| 11    | Zoltán Cziffra        | Ungarn           | 15,99     |
| 12    | Georgi Stojkowski     | Bulgarien        | 15,91     |
| 13    | Siegfried Dähne       | DDR              | 15,91     |
| 14    | Mikalaj Dudkin        | Sowjetunion      | 15,84     |
| 15    | Fred Alsop            | Großbritannien   | 15,83     |
| 16    | Dodyu Patarinski      | Jugoslawien      | 15,82     |
| 17    | Pertti Pousi          | Finnland         | 15,67     |
| 18    | František Krupala     | Tschechoslowakei | 15,60     |
| 19    | Martin Jensen         | Norwegen         | 15,58     |
| 20    | Günther Krivec        | BR Deutschland   | 15,58     |
| 21    | Andrzej Puławski      | Polen            | 15,55     |
| 22    | Aşkın Tuna            | Türkei           | 15,53     |
| 23    | Evangelos Vlassis     | Griechenland     | 15,39     |
| 24    | Dragan Ivanov         | Ungarn           | 15,22     |

## Finale

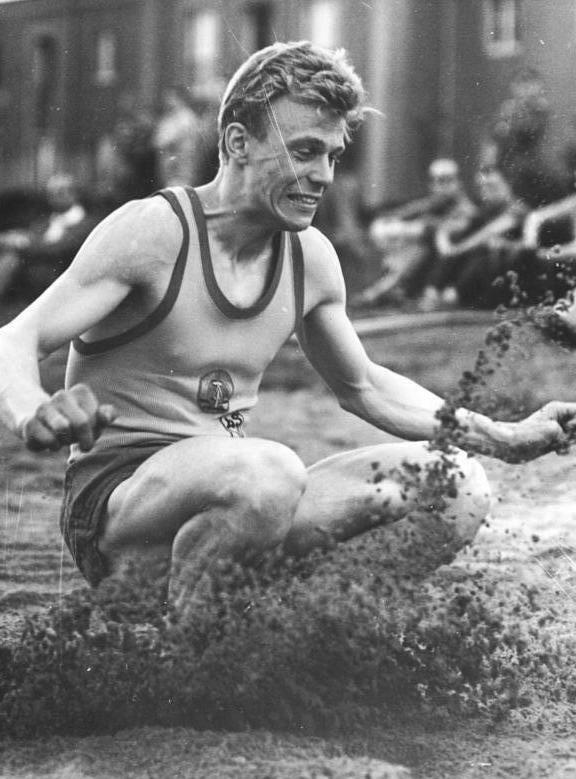
Vizeeuropameister Hans-Jürgen Rückborn
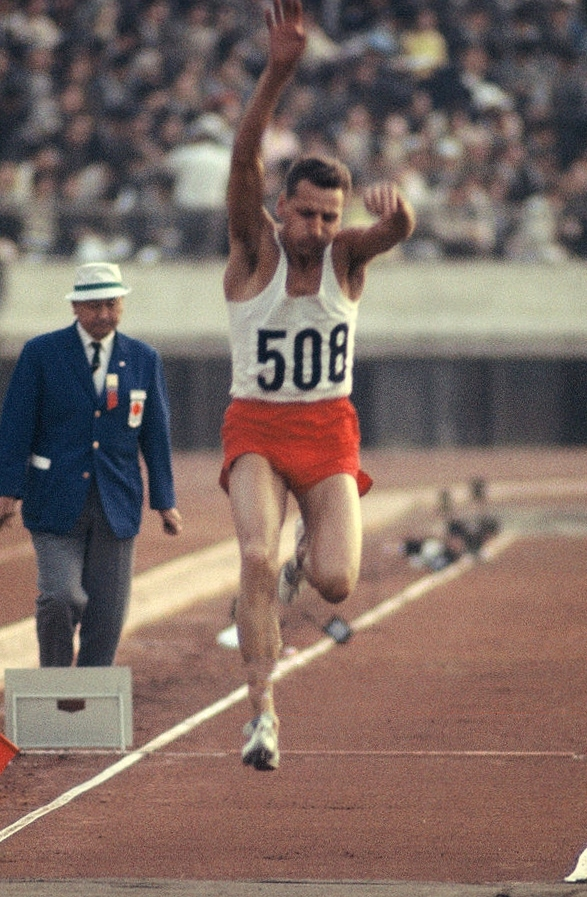
Der Titelverteidiger und Weltrekordinhaber Józef Szmidt, Olympiasieger von 1960 und 1964, musste hier mit Platz fünf zufrieden sein
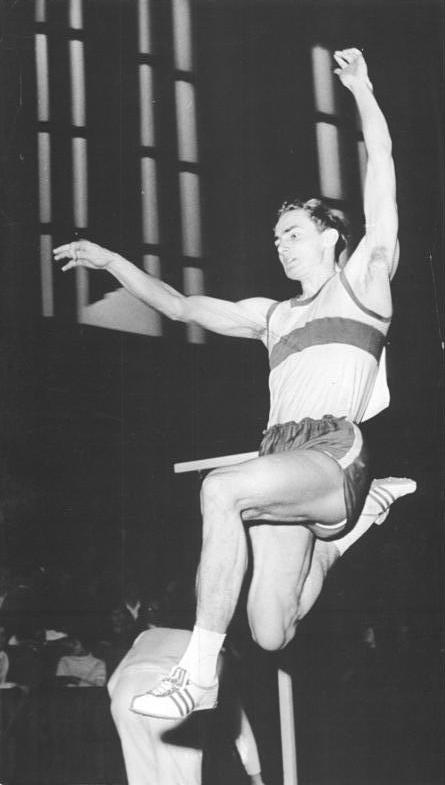
Siegfried Dähne kam auf den achten Platz

4. September 1966
| Platz | Name                  | Nation           | Weite (m)   |
| ----- | --------------------- | ---------------- | ----------- |
| 1     | Georgi Stojkowski     | Bulgarien        | 16,67 CR/NR |
| 2     | Hans-Jürgen Rückborn  | DDR              | 16,66 NR    |
| 3     | Henrik Kalocsai       | Ungarn           | 16,59 NR    |
| 4     | Jan Jaskólski         | Polen            | 16,57       |
| 5     | Józef Szmidt          | Polen            | 16,45       |
| 6     | Michael Sauer         | BR Deutschland   | 16,39       |
| 7     | Șerban Ciochină       | Rumänien         | 16,22       |
| 8     | Siegfried Dähne       | DDR              | 16,17       |
| 9     | Giuseppe Gentile      | Italien          | 16,15       |
| 10    | Petr Nemšovský        | Tschechoslowakei | 16,14       |
| 11    | Wladimir Kurkjewitsch | Sowjetunion      | 16,00       |
| 12    | Fred Alsop            | Großbritannien   | 15,93       |
| 13    | Anatoli Aljabjew      | Sowjetunion      | 15,77       |
| 14    | Zoltán Cziffra        | Ungarn           | 15,73       |
| 15    | Dodyu Patarinski      | Jugoslawien      | 15,65       |
| 16    | Mikalaj Dudkin        | Sowjetunion      | 15,46       |